# Немодлінський замок
Немодлінський замок (пол. Zamek w Niemodlinie, нім. Schloss Falkenberg) — пізньоренесансна будівля з бароковими та залишковими готичними елементами, розташована в місті Немодлін Опольського повіту Опольського воєводства в Польщі.

## Історія

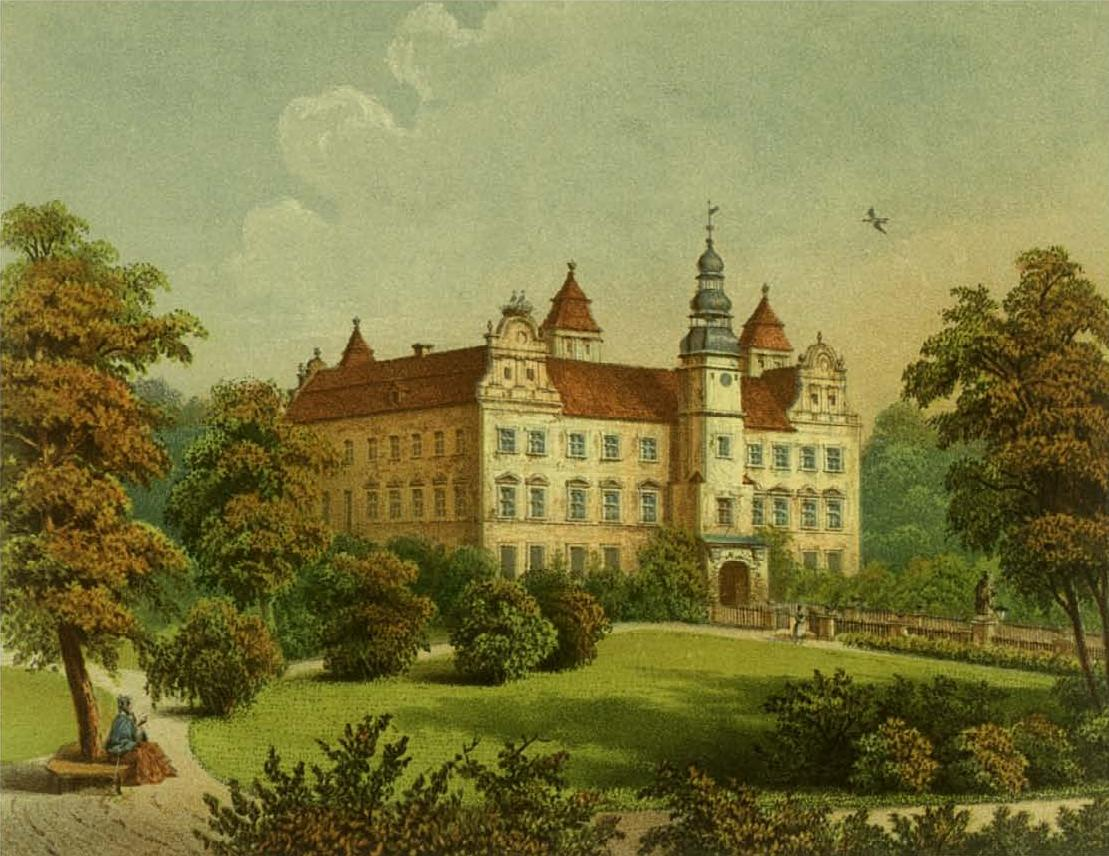
Зображення замку у другій половині XVIII століття. Із зібрання Александра Дункера

У 1313 році князь Болеслав Першородний, син опольського князя Болеслава I, спорудив на місці укріплень, які ймовірно існували тут ще з XIII століття, низинний мурований замок. Стара готична споруда повністю злилася з пізнішими ренесансними мурами, тому її зовнішній вигляд неможливо відтворити. У південно-західному крилі замку видно залишки так званої готичної зендрівки (дуже випаленої цегли).
За свою тривалу історію замок кілька разів руйнували та перебудовували. Так, його знищили гусити у 1428 році, згодом він постраждав внаслідок пожежі у 1552 році, а дещо пізніше його було пошкоджено у 1643 році, під час Тридцятилітньої війни. Ущент спалений замок, після пожежі у 1552 році, замок перейшов в якості застави до графа фон Логау, який продав його, разом із усім містом, Каспару фон Пюклеру. Той, у 1581 році, розпочав відбудову замку, яка тривала до 1591 року.
Резиденція будувалася поетапно (1573—1577, 1589—1592, 1610), а її фундаторами була родина Пуклерів, а пізніше (з XVII століття) — Промніців. Чотирикрила споруда розташовувалася навколо прямокутного двору, оточеного аркадами. Після 1787 року, з ініціативи нового власника, графа Яна II Непомука фон Прашма, було змінено дизайн інтер'єрів замку, зроблено численні зміни на окремих поверхах будівлі. У ХІХ столітті було замуровано аркади первісних клуатрів та перебудовано каплицю.
Особливо характерним є силует надбрамної вежі, прикрашений сграфіто. Збереглися також елементи декорацій (стукко, ренесансний камін в залі південного крила, орнаменти циліндричного склепіння). Також зберігся кам'яний міст, прикрашений статуями святих.
Власником замку в Немодліні до 1945 року був граф Фрідріх Леопольд фон Прашма.
Після Другої світової війни замок був резиденцією Державного відомства з репатріації, ліцею, школи для унтерофіцерів. Пізніше, протягом 10 років, його взагалі було закинуто. У 1990 році зруйнований об'єкт придбав приватний інвестор. У 2006 році власником замку став Інститут творчості з Лодзі.

## Сучасність
У 2015 році замок у Немодліні перейшов у власність товариства «Centrum» з Лодзі, яка відкрила його для відвідування туристами та здійснює його реконструкцію.
У рамках ревіталізації замку, в квітні 2017 року, в одному з його залів було створено імітацію «Бурштинової кімнати» для нагадування про те, що поблизу замку пролягала частина бурштинового шляху.
Замок, завдяки промо-кампанії та новим атракціям — таким як середньовічна кімната тортур, імітація бурштинової кімнати, бенкети та лицарські вистави — став одним із найпопулярніших туристичних об'єктів Опольського воєводства. Також ведуться роботи щодо збереження та відновлення пам'ятки. У 2016 році, за фінансової підтримки польського Міністерства культури та національної спадщини, було змінено покрівлі. Також планується заміна усіх вікон, реновація фасадів. Реконструкція, згідно з інноваційною концепцією, має відображати етапи будівництва та розширення замку.
Впродовж останнього часу замок неодноразово ставав лауреатом різноманітних туристичних премій та конкурсів.

## Світлини

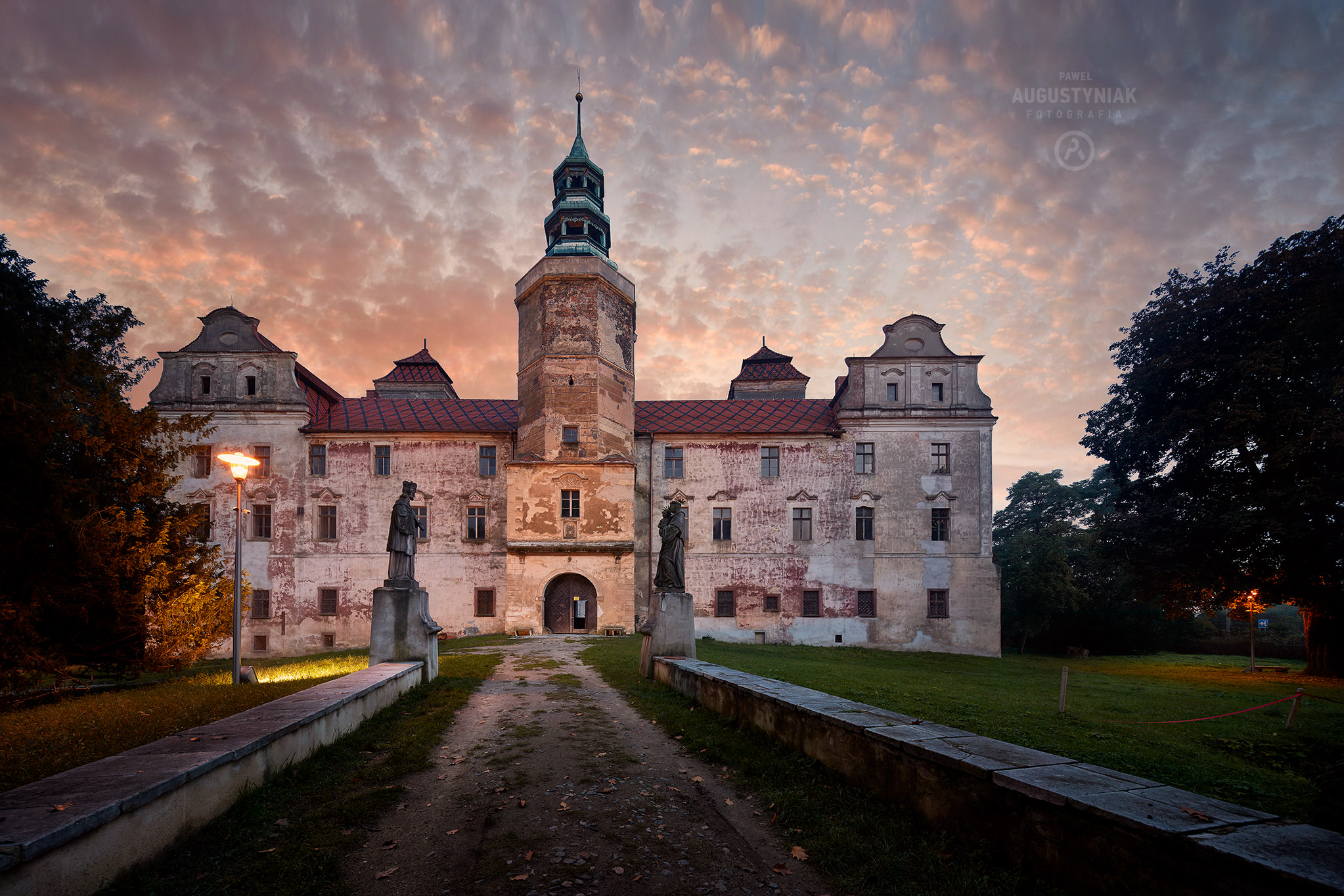
Алея, яка веде до замку
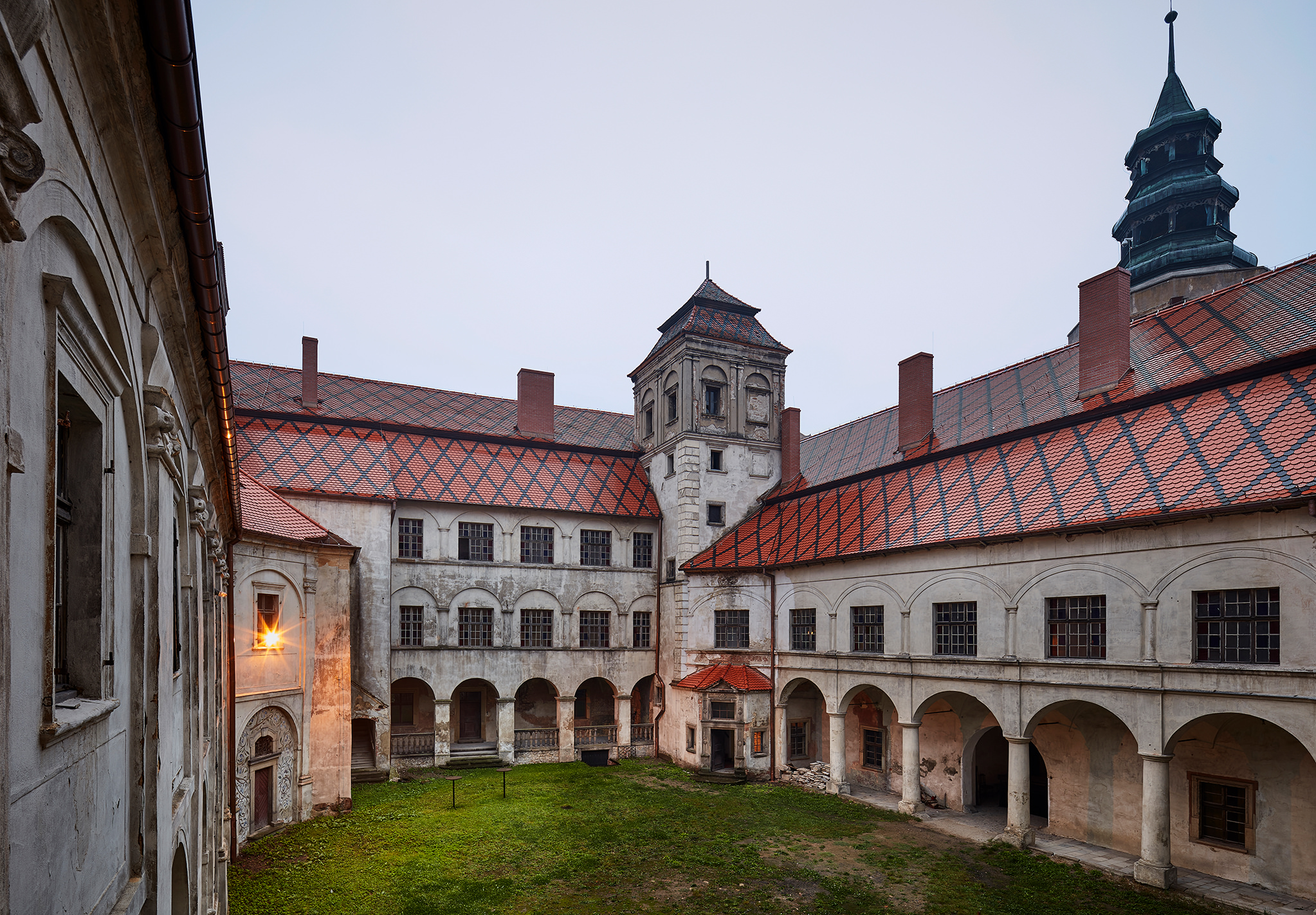
Замковий двір
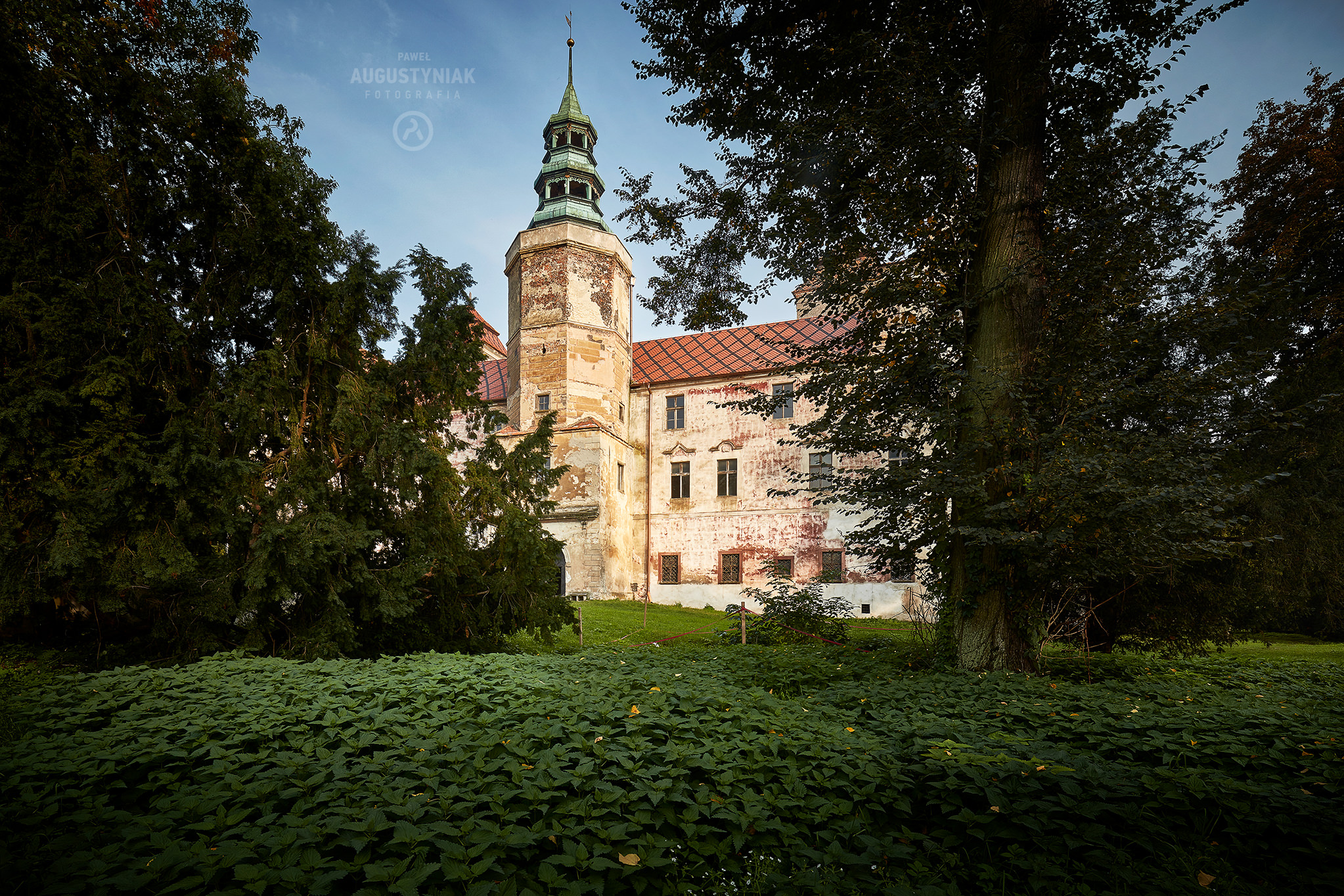
Вигляд замку
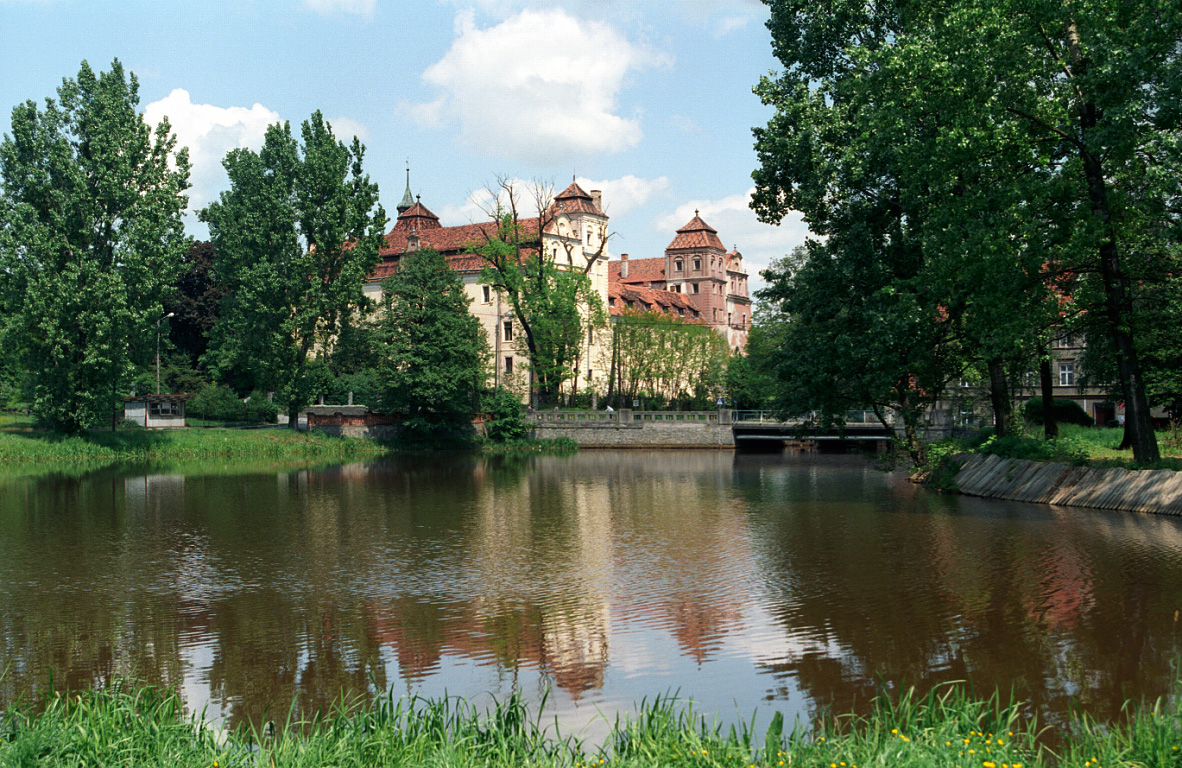
Вигляд замку з водоймою
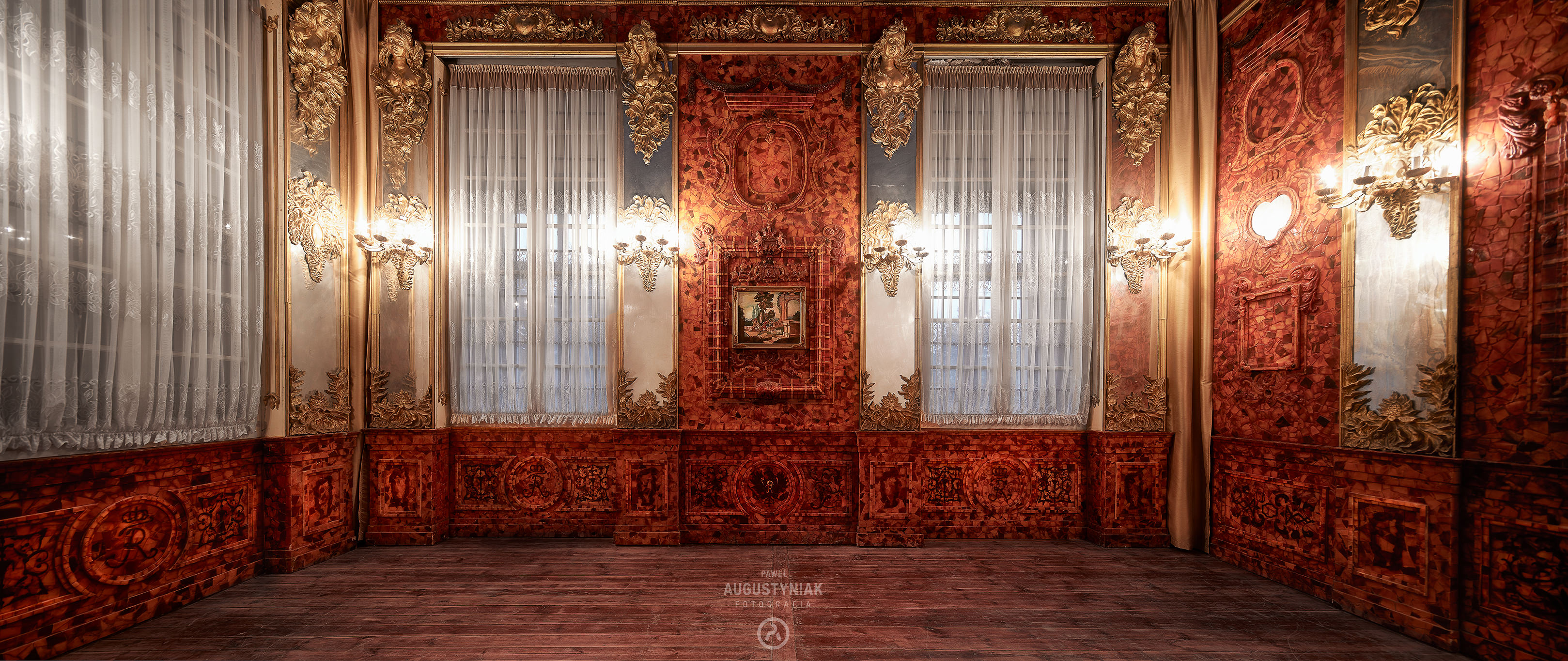
Бурштинова кімната